# 最後一滴血
《最後一滴血》（義大利語：Fuga dal Bronx）是1983年由安佐·G·凱泰拉雷执导的意大利動作片。该片是《冷血太保》的续集。

## 剧情
在《冷血太保》事件发生数年后，前骑士帮帮主“垃圾”现在是贫困的法外之地布朗克斯一名愤世嫉俗的独行侠，以交易赃物彈藥为生。
通用建设公司（GC公司）的总裁克拉克希望拆除布朗克斯，将其变成“未来之城”。为此，他们需要清除该区域的现有居民，并雇佣了前監獄長弗洛伊德·汪格和一支私人武裝“除害队”来烧毁、射杀和毒害那些不愿意离开的人。
虽然流浪者、流浪汉和老人容易成为牺牲品，但布朗克斯剩余的战士帮派不会轻易屈服。所有幸存的布朗克斯帮派组成了一支叛军，由多布隆领导，实际上藏身于地下。
当垃圾的父母被除害队活活烧死后，他对清理小队进行了无情的游击战来复仇。GC公司和汪格以更残忍的手段报复叛军（如绑架人质并安装炸弹）。汪格召集所有小队的领导人，命令他们找到并杀死垃圾，因为他担心地下帮派可能会将勇敢的垃圾视为新的、有魅力的领袖。
垃圾、多布隆和一位名叫穆恩·格雷的新闻记者联合起来，与心理病态的僱傭兵“疯狂打击”及其同样疯狂的儿子朱尼尔一起，他们计划绑架克拉克总裁，用他作为筹码，将布朗克斯重新交还给帮派。
打击、垃圾和穆恩前往地面，准备绑架即将在布朗克斯参加政治宣传仪式的克拉克。当三个成年人上去时，朱尼尔留在下面，用爆炸物掩护他们随后的逃跑。当他们到达地面时，这三人意识到该区域由一支安全部队控制。穆恩在州长的演讲中突然出现并大声抗议克拉克和州长，指控他们撒谎，从而让大家分了心。作为回应，州长的一名手下杀死了穆恩，并在她身上放了一把枪，以造成“自卫”的假象。
该地区随即陷入混乱和困惑。克拉克总裁试图用一扇旧木门作为掩护，但发现垃圾就在门后。在混乱中，垃圾绑架了克拉克，而疯狂打击则通过使用爆炸物和手雷来帮助。垃圾、克拉克和打击回到了一个给他们提供安全通道进入地下区域的收集点；朱尼尔引爆的爆炸物进一步帮助了他们的逃跑。
这群人到达了多布隆统治的区域，计划利用克拉克进行谈判。然而，霍夫曼（克拉克的副手）命令汪格用致命气体发动攻击。霍夫曼想要一举两得：消灭抵抗力量和消除克拉克总裁。
多布隆得到即将发动攻击的警告，命令他的人前往地面，以避免气体攻击。一到地面，布朗克斯就变成了一片激烈的战场，两支军队展开了战斗。
战斗结束后，只有三人存活：垃圾、疯狂打击和朱尼尔。环顾四周后，朱尼尔问他的父亲他们是否可以回到地下，因为地面荒地不是一个适合居住的地方。打击同意了，父子俩邀请垃圾和他们一起。垃圾拒绝了他们的邀请，独自离开了。